# Verrières (Orne)
Verrières és un municipi francès situat al departament de l'Orne i a la regió de Normandia. L'any 2007 tenia 413 habitants.

## Demografia

### Població
El 2007 la població de fet de Verrières era de 413 persones. Hi havia 163 famílies de les quals 28 eren unipersonals (16 homes vivint sols i 12 dones vivint soles), 70 parelles sense fills, 61 parelles amb fills i 4 famílies monoparentals amb fills.
La població ha evolucionat segons el següent gràfic:
Habitants censats

### Habitatges
El 2007 hi havia 268 habitatges, 165 eren l'habitatge principal de la família, 87 eren segones residències i 17 estaven desocupats. 256 eren cases i 9 eren apartaments. Dels 165 habitatges principals, 138 estaven ocupats pels seus propietaris, 26 estaven llogats i ocupats pels llogaters i 1 estava cedit a títol gratuït; 1 tenia una cambra, 8 en tenien dues, 27 en tenien tres, 44 en tenien quatre i 85 en tenien cinc o més. 110 habitatges disposaven pel capbaix d'una plaça de pàrquing. A 61 habitatges hi havia un automòbil i a 85 n'hi havia dos o més.

### Piràmide de població
La piràmide de població per edats i sexe el 2009 era:
| Homes | Edats   | Dones |
| ----- | ------- | ----- |
| 0     | 95 o +  | 0     |
| 0     | 90 a 94 | 4     |
| 4     | 85 a 89 | 4     |
| 0     | 80 a 84 | 4     |
| 4     | 75 a 79 | 4     |
| 20    | 70 a 74 | 12    |
| 12    | 65 a 69 | 16    |
| 4     | 60 a 64 | 8     |
| 4     | 55 a 59 | 8     |
| 8     | 50 a 54 | 0     |
| 20    | 45 a 49 | 16    |
| 16    | 40 a 44 | 20    |
| 12    | 35 a 39 | 12    |
| 8     | 30 a 34 | 12    |
| 8     | 25 a 29 | 16    |
| 4     | 20 a 24 | 0     |
| 20    | 15 a 19 | 16    |
| 20    | 10 a 14 | 16    |
| 24    | 5 a 9   | 4     |
| 8     | 0 a 4   | 8     |

## Economia
El 2007 la població en edat de treballar era de 259 persones, 195 eren actives i 64 eren inactives. De les 195 persones actives 177 estaven ocupades (92 homes i 85 dones) i 18 estaven aturades (10 homes i 8 dones). De les 64 persones inactives 34 estaven jubilades, 12 estaven estudiant i 18 estaven classificades com a «altres inactius».

### Ingressos
El 2009 a Verrières hi havia 167 unitats fiscals que integraven 427,5 persones, la mediana anual d'ingressos fiscals per persona era de 17.913 €.

### Activitats econòmiques
Dels 17 establiments que hi havia el 2007, 1 era d'una empresa alimentària, 1 d'una empresa de fabricació d'altres productes industrials, 6 d'empreses de construcció, 2 d'empreses de comerç i reparació d'automòbils, 1 d'una empresa d'hostatgeria i restauració, 1 d'una empresa d'informació i comunicació, 4 d'empreses de serveis i 1 d'una empresa classificada com a «altres activitats de serveis».
Dels 6 establiments de servei als particulars que hi havia el 2009, 1 era un taller de reparació d'automòbils i de material agrícola, 2 guixaires pintors, 1 fusteria i 2 lampisteries.
L'únic establiment comercial que hi havia el 2009 era una fleca.
L'any 2000 a Verrières hi havia 18 explotacions agrícoles que ocupaven un total de 1.040 hectàrees.

## Poblacions més properes
El següent diagrama mostra les poblacions més properes.